# علي اشتري
علي اشتري رجل أعمال إيراني من مواليد طهران يعمل بمجال الإلكترونيات، حكمت عليه محكمة الثورة الإيرانية بالإعدام في 30 يونيو 2008 بتهمة التجسس لصالح الموساد الإسرائيلي. وقد تم إلقاء القبض على علي بعد مراقبة دامت قرابة العام.